# Jazwiny (rejon uzdowski)
Jazwiny (biał. Язвіны, ros. Язвины, hist. Jaźwin) – wieś na Białorusi, w rejonie uzdowskim obwodu mińskiego.
Wieś jest opisana w III tomie Słownika geograficznego Królestwa Polskiego.